# Мирчещ
 Тази статия е за селото в Румъния.  За общината вижте Мирчещ (община).  
Мирчещ (на румънски: Mircești) е село в североизточна Румъния, административен център на община Мирчещ в окръг Яш. Населението му е около 1 600 души (2011).
Разположено е на 209 метра надморска височина в Молдовските възвишения, на десния бряг на река Сирет и на 16 километра северно от град Роман.

## Известни личности
Починали в Мирчещ
- Василе Александри (1821 – 1890), писател